# Matsudaira Tadamasa
Matsudaira Tadamasa (松平忠昌, [1598 - 1645] Erro: {{japonês}}: texto da transliteração contém caractere não latino (pos 11) (ajuda))  foi um samurai do período Edo da história do Japão.

## Vida
Tadamasa o segundo filho de Yūki Hideyasu, nasceu em Osaka. Em 1607, Tadamasa foi recebido em uma audiência por seu avô, Tokugawa Ieyasu e por seu tio Tokugawa Hidetada. Hidetada gostou do garoto e ordenou que ele fosse criado na casa dos Tokugawa por Eishō-in (Okaji no Kata concubina de Ieyasu) junto com Tokugawa Yorinobu. Neste mesmo ano, para Tadamasa foi designado um feudo de 10 000 koku, e tornou-se daimiô do Domínio de Anegasaki em Kazusa.
Tadamasa era conhecido por sua habilidade nas artes marciais, e acompanhou Hidetada durante o cerco de Osaka, mas ficou frustrado porque não teve permissão para participar da batalha devido à sua pouca idade. Por essa razão pediu a Hidetada para que pudesse antecipar a realização de seu genpuku (a cerimônia de passagem a fase adulta) antes do início da campanha de verão de Osaka, e Hidetada concordou, concedendo-lhe um kanji de seu nome (忠, Tada, fé) e nomeado Seishiijō (従四位上, Oficial sênior de quinto escalão), com o título de Iyo no kami. Posteriormente distinguiu-se em combate com sua proeza com a lança.
Como recompensa por suas ações em batalha, Tadamasa foi transferido para o Domínio de Shimotsuma na Província de Hitachi (30 000 koku) em 1615, mas no ano seguinte substituiu o desastrado Matsudaira Tadateru no Domínio de Matsushiro na Província de Shinano (120 000 koku). Em 1619 foi novamente transferido, desta vez para o Domínio de Takada na província de Echigo (250 000 koku). Em 1623, substituiu seu irmão mais velho, Matsudaira Tadanao que foi banido para a província de Bungo, como  líder do clã e daimiô do Domínio de Fukui (500 000 koku). Em 1626, sua posição na Corte foi elevada para o Jushiige (従四位下, Oficial junior de quarto escalão). Em 1634, Tadamasa acompanhou o Shōgun Iemitsu até Quioto, nesta ocasião o Domínio de Fukui atingiu seu mais alto valor kokudaka (sistema para determinar o valor da terra para fins de tributação) com 505 600 koku.

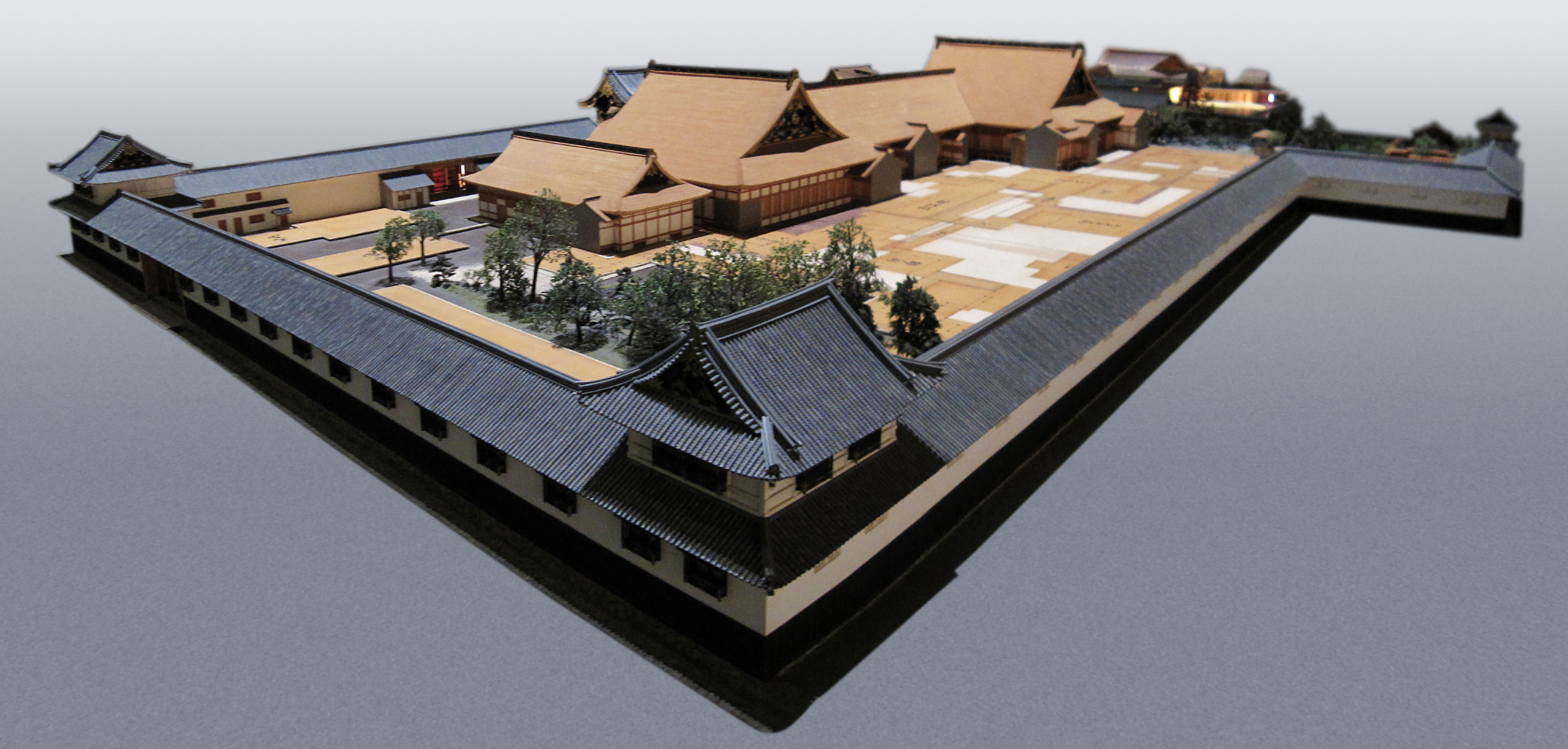
Modelo da kamiyashiki de Tadamasa no Museu de Tóquio

Em 1637, Tadamasa ficou desapontado pois não havia recebido nenhuma ordem para liderar suas tropas durante a Rebelião de Shimabara, então resolveu ir até o local da batalha averiguar a situação com apenas doze vassalos. Em 1643, ordenou a reconstrução do porto de Mikuni que se tornou o principal porto do Domínio de Fukui. 
Tadamasa morreu em 1648 na sua residência Kamiyashiki em, uma residência magnifica projetada por ele próprio, em Edo. Em sua homenagem, sete de seus principais servidores cometeram junshi (lit. seguindo o senhor na morte, um seppuku voluntário pela morte de seu senhor). 
Seu túmulo está localizado no templo de Eihei-ji, em Fukui.

| Precedido por Matsudaira Tadanao  | - Líder do Ramo Yūki do Clã Matsudaira 1623-1645 | Sucedido por Matsudaira Mitsumichi |
| Precedido por Ninguém             | 1º Daimiô de Anegasaki 1607-1615                 | Sucedido por Matsudaira Naomasa    |
| Precedido por Tokugawa Yorifusa   | 7º Daimiô de Shimotsuma 1615-1616                | Sucedido por Matsudaira Sadatsuna  |
| Precedido por Matsudaira Tadateru | 2º Daimiô de Matsushiro 1616-1618                | Sucedido por Sakai Tadakatsu       |
| Precedido por Sakai Tadakatsu     | 4º Daimiô de Takada 1618-1623                    | Sucedido por Matsudaira Mitsunaga  |
| Precedido por Matsudaira Tadanao  | 3º Daimiô de Fukui 1623-1645                     | Sucedido por Matsudaira Mitsumichi |